# Vladimír Coufal
Vladimír Coufal (phát âm tiếng Séc: [ˈvlaɟɪmiːr ˈtsou̯fal]; sinh ngày 22 tháng 8 năm 1992) là cầu thủ bóng đá người Séc thi đấu ở vị trí hậu vệ cánh cho TSG Hoffenheim tại Bundesliga và Đội tuyển bóng đá quốc gia Cộng hòa Séc.

## Sự nghiệp câu lạc bộ

### FC Hlučín và Opava
Coufal là sản phẩm của đội trẻ Baník Ostrava nhưng không có cơ hội thi đấu cho đội này do bị đánh giá là thấp bé và yếu sức, nên anh khởi đầu thi đấu chuyên nghiệp ở một đội bóng hạng nhì là Hlučín vào tháng 9 năm 2010.
Kết thúc mùa giải 2010-11, Hlučín rớt hạng xuống MSFL với vị trí đứng cuối bảng. Tuy nhiên Coufal vẫn tiếp tục thi đấu ở giải hạng nhì Séc khi được đem cho mượn tại Opava.

### Slovan Liberec
Sau nửa năm thi đấu cho Opava, Coufal chuyển đến Slovan Liberec thi đấu tại Giải bóng đá vô địch quốc gia Séc từ năm 2012.
Coufal có sáu mùa bóng tại Slovan Liberec và cùng đội bóng này giành chức vô địch Cúp bóng đá Séc mùa bóng 2014-15.

### SK Slavia Prague
Mùa hè năm 2018, Coufal chuyển đến Slavia Prague. Anh cùng Slavia Prague giành hai chức vô địch quốc gia Séc trong hai mùa bóng thi đấu tại đây.

### West Ham United
Ngày 2 tháng 10 năm 2020, Coufal đến Anh thi đấu cho West Ham United với phí chuyển nhượng 5,4 triệu £ cùng bản hợp đồng có thời hạn ba năm. Tại đây, anh được tái ngộ với người đồng hương Cộng hòa Séc cũng là đồng đội cũ tại Slavia Prague là Tomáš Souček. Chỉ hai ngày sau khi đến nước Anh, Coufal được đá chính trong trận đấu với Leicester City và West Ham đã giành chiến thắng 3-0. Đến ngày 24 tháng 10, anh có pha kiến tạo đầu tiên cho West Ham với đường chuyền cho Michail Antonio mở tỉ số trong trận hòa 1-1 với Manchester City.
Kết thúc mùa giải 2020-21, West Ham chỉ để thủng lưới 47 bàn so với 62 bàn mùa giải trước và kết thúc trong top 6 Ngoại hạng Anh. Coufal là một trong những mắt xích đáng tin cậy nhất hàng thủ West Ham và còn đóng góp 7 kiến tạo. Anh là hậu vệ có số kiến tạo cao thứ hai tại Ngoại hạng Anh mùa giải này, chỉ sau người đồng đội Aaron Cresswell.
Coufal ra sân ngay từ đầu trong trận chung kết Europa Conference League mùa giải 2022-23 gặp Fiorentina và West Ham đã lên ngôi vô địch sau khi đánh bại đội bóng Ý 2-1.
Cuối mùa bóng 2024-25, West Ham thông báo Coufal sẽ rời đội bóng sau khi hết hạn hợp đồng. Coufal ra sân tổng cộng 180 lần cho West Ham và có được 20 đường chuyền thành bàn sau 5 mùa bóng gắn bó.

### TSG Hoffenheim
Ngày 5 tháng 8 năm 2025, Coufal ký hợp đồng có thời hạn 1 năm với TSG Hoffenheim để có cơ hội lần đầu thi đấu tại Bundesliga.

## Sự nghiệp đội tuyển quốc gia
Ngày 11 tháng 11 năm 2017, Coufal có trận đấu đầu tiên cho Đội tuyển bóng đá quốc gia Cộng hòa Séc dưới thời huấn luyện viên Karel Jarolím trong trận giao hữu thắng Qatar 1-0. Coufal có bàn thắng đầu tiên cho Cộng hòa Séc ở lần thứ 8 khoác áo đội tuyển trong trận thắng 3-1 trước Slovakia tại UEFA Nations League B 2020-21 ngày 4 tháng 9 năm 2020.
Coufal là một trong 26 cầu thủ Cộng hòa Séc được triệu tập tham dự Euro 2020. Trong trận mở màn bảng D với Scotland, anh là người có pha tạt bóng cho tiền đạo Patrik Schick đánh đầu mở tỉ số trận đấu giúp Cộng hòa Séc mở màn giải đấu thuận lợi với chiến thắng 2-0. Tại giải đấu này, đội tuyển Cộng hòa Séc đạt thành tích vào đến tứ kết.

## Danh hiệu
Slavia Prague
- Giải bóng đá hạng nhất quốc gia Séc: 2018–19, 2019–20, 2020–21
- Cúp bóng đá Cộng hòa Séc: 2018–19

West Ham United
- UEFA Europa Conference League: 2022–23